# Segen der Erde

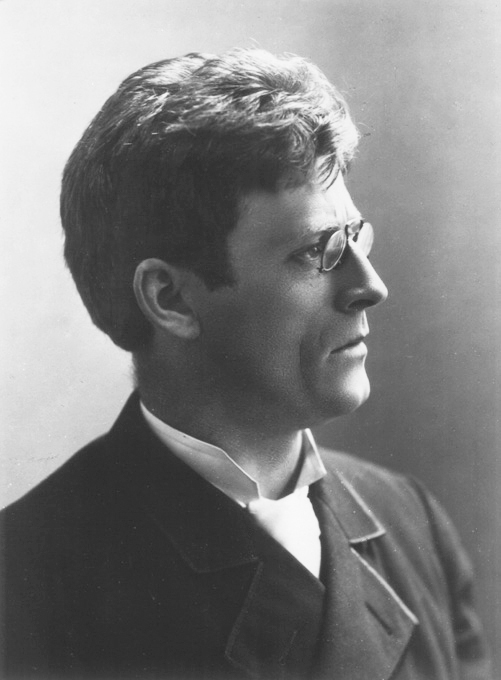
Knut Hamsun schrieb Segen der Erde im Jahre 1917.

Segen der Erde (Originaltitel auf Norwegisch: Markens Grøde) ist ein 1917 erschienener Roman des norwegischen Schriftstellers Knut Hamsun, für den er 1920 mit dem Nobelpreis für Literatur ausgezeichnet wurde. Er gehört zu den „zivilisationskritischen, utopisch-rückwärts gewandten, gleichsam Naturkraft und Lebensstärke verherrlichenden“ Werken der damaligen Literatur. Die Sprache des Erzählers ist über weite Strecken von nahezu jener Einfachheit, wie die direkt wiedergegebenen Reden der Protagonisten, womit der Roman einen insgesamt authentischen Effekt erreicht. Die deutsche Erstausgabe erschien 1918.

## Umstände der Entstehung
Der Roman entstand unter dem Eindruck des Ersten Weltkriegs, als aus der Not heraus eine allgemeine Tendenz zur Selbstversorgung bestand. Eine wichtige Rolle spielt auch das Projekt Hamsuns, in Hamarøy selbst Landwirtschaft zu betreiben. Er schrieb den Text, nachdem er dieses Projekt aufgegeben hatte, in der Villa Havgløtt in Larvik. Thorkild Hansen verweist darauf, dass Hamsun in dem Roman auch seinen eigenen Zwiespalt zwischen seinen beiden Berufungen als Schriftsteller und Landwirt verarbeitet habe. Er zitiert ihn mit den Worten anlässlich der Übernahme des Hofes in Hamarøy: „All die feinen Dinge, mit denen ich jahrelang gelebt habe, haben mich verzärtelt. Ich muß wieder auf Bauer studieren.“

## Inhalt
Der Roman spielt über mehrere Jahrzehnte, etwa von 1870 bis 1900. Als Anhaltspunkt dient die während der Laufzeit der Handlung erfolgte Einführung der Krone (1875). In der unberührten nordnorwegischen Wildnis, weitab von anderen Menschen, siedelt sich der derbe Landmann Isak an, über dessen Herkunft nichts gesagt wird. Er baut eine Torfhütte, rodet Bäume und tauscht im Winter im Dorf Baumrinden gegen Lebensmittel. Eine Frau für seine Einöde sucht er dort jedoch vergeblich.
Im nächsten Frühjahr läuft ihm Inger zu. Sie hatte wegen einer Hasenscharte eine schwere Jugend, aber beginnt ein gemeinsames Leben mit Isak. Durch schwere körperliche Arbeit bei Ackerbau und Viehzucht bringen sie es zu bescheidenem Wohlstand mit Holzhaus, Pferd und Schlitten. Inger gebiert Isak im Jahresabstand die beiden Söhne Eleseus und Sivert. Sie erhält regelmäßig Besuch von ihrer entfernten Verwandten Oline und dem Lappen Os-Anders. Bei einem Besuch von Os-Anders während ihrer dritten Schwangerschaft bringt er ihr einen toten Hasen von Oline, was die abergläubische Inger als schlechtes Omen auffasst. Außerdem erfährt Inger von ihm, dass Isak das bebaute Land nicht gehört und er es eigentlich kaufen müsste.
Lensmann Geissler besucht Isak gemeinsam mit seinem Gehilfen Brede Olsen als Gutachter und registriert dessen Land unter dem Namen „Sellanraa“. Geissler verliert wenig später wegen finanzieller Unregelmäßigkeiten seine Stellung und flieht vor gerichtlicher Verfolgung – nicht ohne Isak zum Erwerb angrenzenden Landes zu raten, da es weitere Interessenten gebe.
Inger gebiert, wie auch zuvor stets heimlich in Abwesenheit von Isak, ihr drittes Kind. Es ist ein Mädchen mit der befürchteten Hasenscharte, das sie sofort nach der Geburt tötet. Beim Vergraben des Kindes wird sie von Oline beobachtet, die es Isak verrät und anschließend im Dorf herumtratscht. Inger wird nach längerer Gerichtsverhandlung zu acht Jahren Haft verurteilt und mit einem Schiff nach Trondheim in eine Besserungsanstalt gebracht, wo sie ihr viertes Kind bekommt. Sie erhält während der Haft eine Ausbildung, Isak arbeitet währenddessen auf seinem Land.
Der ehemalige Gehilfe Geisslers, Brede Olsen, wird mit seiner Tochter Barbro Isaks neuer Nachbar. Als eine Telegrafenleitung durchs Gebirge gezogen werden soll, übernimmt Brede Olsen den Inspektorenposten.
Der ehemalige Lensmann Geissler kehrt einige Jahre später zurück. Er hatte bei seinem ersten Besuch bei Isak dessen Kinder mit metallhaltigen Steinen spielen gesehen, die sich nun als Kupfer herausstellen. Geissler kauft von Isak das Land, auf dem die Steine gefunden wurden, für 200 Taler und verspricht ihm zehn Prozent Gewinnbeteiligung. Er errichtet dort eine Kupferhütte und unterstützt Aksel Strøm, der in der Nähe von Isak einen Hof gründet.
Nach ihrer Entlassung holt Isak seine Frau Inger und die gemeinsame Tochter Leopoldine an der Dampferanlegestelle ab. Die Gegend hat sich mittlerweile entwickelt, es gibt sechs neue Anwesen in der Nachbarschaft. Isaks und Ingers Söhne Eleseus und Sivert sind erwachsen. Isaks Nachbar Aksel Strøm hat ein Auge auf Brede Olsens Tochter Barbro geworfen. Beim Tanz am Samstag kommen sie sich näher, sie zieht schließlich zu ihm.
Als die Kupfergruben nicht mehr genügend Gewinn abwerfen, werden Geisslers Angestellte arbeitslos. Geissler verkauft sein Land und Isak bekommt seinen Anteil in Höhe von 4000 Talern. Aksel übernimmt den Telegrafenposten, den Brede Olsen verliert. Barbro ist unehelich schwanger von Aksel und gebiert das Kind heimlich im Wasser. Oline wird erneut Zeuge der Tat und verbreitet die offenbare Kindstötung im Ort. Barbro wird jedoch vor Gericht freigesprochen. Sie kehrt zu Aksel zurück. Sivert hat sich in Jensine, das neue Dienstmädchen auf „Sellanraa“, verliebt.
Wie in allen Nordlandromanen Hamsuns wird das bodenständige Landleben gegen das abgehobene und als unproduktiv dargestellte städtische Leben ausgespielt. Der Kaufmann Aronson, Brede und Isaks eigener Sohn Eleseus scheitern bei ihren landwirtschaftlichen Versuchen im Nordland. Inger kommt mehrfach in Versuchung, den Einflüssen des Stadtlebens zu erliegen. Bevor Hamsun Isak und Inger ihrem Lebensabend überlässt, taucht nochmals der alte Geissler auf und spricht eine Art Schlusswort, in dem er die Landwirtschaft, wie sie Isak und sein Sohn Sivert betreiben, als das einzig Notwendige auf der Erde lobt.

## Wirkung
Das Nobelpreiskomitee wertete das Werk in der Verleihungsrede von Harald Hjärne am 10. Dezember 1920 als „klassisches Werk“ im Sinne von „bedeutungsvoll“ in einer „selbst für kommende Zeiten noch gültigen Form“, ein „Abbild eines Daseins, das überall wo Menschen leben und bauen, die Existenz und die Entwicklung der Gesellschaft kennzeichnet“. Es sei ein „Heldenlied auf die Arbeit“, die in Rodung, Feldbestellung und bäuerlichem Kampf der „widerspenstigen Wildnis“ die Erträge abringe. Obwohl das Komitee die im Gegensatz zu schwedischen Naturvorstellungen einer „üppigen und überreichen Natur“ typisch norwegische Form der Naturbeschreibung als „rauh und widerspenstig“ hervorhebt, erkennt es in der Tatsache der weltweiten Aufnahme von Hamsuns Werk bei „Völkern verschiedenster Sprache, Wesensart und Sitte“ doch einen übergreifenden „allgemein Menschlichen“ Gehalt des Werkes.
Im deutschsprachigen Raum faszinierte der Roman laut Walther Killys Literaturlexikon eine Schriftstellergeneration, „die dem Zerfallsdenken der Moderne in konservativem Beharren auf Naturwerten eine Alternative entgegenzustellen suchte“. Gemäß dem Urteil Thomas Manns, Arnold Schönbergs, Albert Einsteins, Maxim Gorkis, Gerhart Hauptmanns und André Gides war Hamsun „einer der größten Epiker des 20. Jahrhunderts“. Daneben wurde das Werk auch von der Völkischen Bewegung und besonders im Nationalsozialismus begeistert im Sinne der Blut-und-Boden-Ideologie im Sinne einer Beschreibung eines „gesunden Bauerntums“ gedeutet und in diesem Sinne aufgenommen. 1943 erschien eine sog. „Frontbuchhandelsausgabe für die Wehrmacht“ (Auflage 216.–220. Tsd., hergestellt in der Nasjonal Samlings Rikstrykkeri in Oslo), innen steht außerdem: „Im Auftrage des OKW hergestellt von der Wehrmachts-Propagandagruppe beim Wehrmachtsbefehlshaber Norwegen.“ Als Übersetzerin wird nach wie vor Pauline Klaiber-Gottschau geführt. Gemäß dem Normalschrifterlass von 1941 ist das Buch nunmehr in Antiqua gedruckt.
Walter Baumgartner stellte 1997 eine deutlich andere Interpretation des Werkes durch die moderne Literaturwissenschaft fest:

„Neuere Hamsun-Forscher lesen Segen der Erde allerdings anders als das Nobelkomitee und Rosenberg. Der Modernist und Ironiker Hamsun verleugnet sich trotz des gefährlichen Sujets – vielleicht auch trotz ,bester‘ Vorsätze, diesmal ein erbauliches Buch zu schreiben – auch in diesem Text nicht. Sein notorisch unsolidarischer fiktiver Erzähler unterminiert ständig die scheinbar erbauliche gegengeschichtliche und damals so verführerisch wirkende Botschaft. Die Siedler auf „Sellanraa“ reproduzieren die inhumanen Verhältnisse der Welt, deren Gegenbild sie realisieren wollten; die Voraussetzungen, unter denen ihr Neuanfang hätte stattfinden sollen, sind, wenn sie nicht von Anfang an unrealistisch waren, am Ende des Romans in sich zusammengefallen, auch wenn Isak auf der letzten Seite noch einmal als barhäuptiger archaischer Sämann über seinen Acker schreitet. Es ist nicht zu übersehen, daß seine Aura empfindlich verletzt wird durch das tierische, haarige Aussehen, das ihm Hamsun – nicht nur an dieser Stelle – gibt. Segen der Erde ist keine Darstellung der Welt vor dem Sündenfall, auch wenn der Romantitel dies zu verheißen scheint […].“

Baumgartner konstatierte nach einer Auseinandersetzung mit den Begründungen des Komitees für die Verleihung des Nobelpreises: „Hamsun verdankte den Nobelpreis einem grotesken Mißverständnis, was die Einschätzung der erbaulichen Qualitäten von Segen der Erde und die Hoffnung auf seine weitere literarische und ethische Entwicklung betrifft.“
Nach Angaben von Hamsuns Sohn Tore Hamsun aber wollte er in dem Roman seine „tiefsten und innerlichsten Gefühle für die Menschen und die Erde“ ausdrücken und seiner Generation ein „letztes Evangelium“ predigen. Geissler spreche mit Hamsuns eigener Stimme. Tore verweist auch auf den „leidenschaftlichen Ernst“, mit dem Hamsun sich in dem Roman gegen den Kindesmord aussprach.
Der Roman Sein eigener Herr (Originaltitel Sjálfstætt fólk) des isländischen Schriftstellers Halldór Laxness stellt einen Gegenentwurf zu Segen der Erde dar. Laxness war der Ansicht, „daß die gesellschaftlichen Schlußfolgerungen Hamsuns in Segen der Erde im allgemeinen falsch sind“.

## Film und Theater
- 1921 drehte der dänische Regisseur Gunnar Sommerfeldt in Norwegen den Stummfilm Markens Grøde.[9] Die Musik dazu komponierte Leif Halvorsen.[10]
- Sebastian Hartmann inszenierte 2007 am Nationaltheater in Oslo eine Theateradaption von Segen der Erde.[11]

## Einzelbelege
1. ↑  Sachlexikon: Skandinavisch-deutsche Literaturbeziehungen. S. 10. Digitale Bibliothek Band 9: Killy Literaturlexikon, S. 26420 (vgl. Killy Band 14, S. 372)
2. ↑  Thorkild Hansen: Knut Hamsun. Seine Zeit, sein Prozeß. München 1978, S. 41.
3. ↑  Aus der Verleihungsrede von Harald Hjärne anlässlich der feierlichen Überreichung des Nobelpreises für Literatur an Knut Hamsun am 10. Dezember 1920; in Kreis der Nobelpreisfreunde. Band 20, Coron-Verlag, Zürich, S. 17–20.
4. ↑  Baumgartner: Knut Hamsun, Bd. 543 der Rowohlt Monographien, Rowohlt, 1997, S. 112.
5. ↑  uni-siegen.de
6. ↑  uni-siegen.de
7. ↑  Tore Hamsun: Mein Vater Knut Hamsun. München 1993, S. 274–278.
8. ↑  Halldór Laxness, Nachwort zur 2. Auflage von Sjálfstætt fólk, zitiert nach: Wilhelm Friese: Halldór Laxness – die Romane. Eine Einführung. Helbing & Lichtenhahn, Basel / Frankfurt a. M. 1995, ISBN 3-7190-1376-6, S. 34.
9. ↑  zur Fernsehausstrahlung bei ARTE (Memento des Originals vom 4. September 2009 im Internet Archive)  Info: Der Archivlink wurde automatisch eingesetzt und noch nicht geprüft. Bitte prüfe Original- und Archivlink gemäß Anleitung und entferne dann diesen Hinweis.
10. ↑  Archivierte Kopie (Memento des Originals vom 26. Mai 2009 im Internet Archive)  Info: Der Archivlink wurde automatisch eingesetzt und noch nicht geprüft. Bitte prüfe Original- und Archivlink gemäß Anleitung und entferne dann diesen Hinweis.
11. ↑  Archivierte Kopie (Memento des Originals vom 3. Februar 2009 im Internet Archive)  Info: Der Archivlink wurde automatisch eingesetzt und noch nicht geprüft. Bitte prüfe Original- und Archivlink gemäß Anleitung und entferne dann diesen Hinweis.